# سيزر تن كيت
سيزر تن كيت (بالهولندية: Cees ten Cate)‏ هو لاعب كرة قدم هولندي، ولد في 20 أغسطس 1890 في Ngawi ‏ في إندونيسيا، وتوفي في 9 يونيو 1972 في أمستردام في هولندا. شارك مع منتخب هولندا لكرة القدم. أما مع النوادي، فقد لعب مع Koninklijke HFC ‏.

## وصلات خارجية
- سيزر تن كيت على موقع قاعدة بيانات كرة القدم.إي يو (الإنجليزية)
- سيزر تن كيت على موقع ناشيونال فوتبول تيمز (الإنجليزية)
- سيزر تن كيت على موقع عالم كرة القدم.نت (الإنجليزية)
- سيزر تن كيت على موقع أوليمبيديا (الإنجليزية)